# Lwiwska Politechnika Lwów
Lwiwska Politechnika Lwów (ukr. Баскетбольний клуб «Львівська Політехніка» Львів, Basketbolnyj Kłub "Lwiwska Politechnika" Lwiw) – ukraiński klub koszykarski, mający siedzibę w mieście Lwów.

## Historia
Chronologia nazw:
- 1994: BK Lwiwska Politechnika Lwów (ukr. БК «Львівська Політехніка» Львів)
- 2006: BK Politechnika-Hałyczyna Lwów (ukr. БК «Політехніка-Галичина» Львів)
- 2016: BK Lwiwska Politechnika Lwów (ukr. БК «Львівська Політехніка» Львів)

Klub koszykarski Lwiwska Politechnika Lwów został założony we Lwowie 24 maja 1994 roku i reprezentował Politechnikę Lwowską. W sezonie 1993/94 zespół debiutował w Drugiej Lidze Ukrainy i ustanowił rekord ligi: 30 meczów – 30 zwycięstw. W następnym sezonie, 1994/1995, zespół zajął trzecie miejsce w Pierwszej lidze i awansował do Wyższej Ligi. W sezonie 1995/96 zespół zajął 8. miejsce. Latem 1996 została utworzona Superliga, która została zredukowana do 8 drużyn i klub nie zakwalifikował się do Superligi, ale kontynuował występy w niższej lidze, zwanej Wyższa Liga. W sezonie 1996/97 zajął 6. pozycję w Wyższej Lidze, a w sezonie 1997/98 awansował na 5. pozycję. Dopiero w sezonie 1998/99 wygrał ligę i awansował do Superligi. W sezonie 1999/2000 debiutował w Superlidze, zajmując 7. miejsce. W sezonie 2000/01 uplasował się na 9. pozycji, a w 2001/02 awansował na 8. lokatę. W 2003 zakończył mistrzostwa na 11. miejscu, w 2004 na 10. miejscu, w 2005 na 13. miejscu, w 2006 na 12. miejscu. W 2006 roku klub po znalezieniu sponsora, którym została rafineria Hałyczyna, przyjął nazwę Politechnika-Hałyczyna Lwów. W 2007 uplasował się na 11. miejscu, a w 2008 już na czwartym. W sezonie 2008/09 po raz pierwszy w historii europejskiej koszykówki nastąpił podział krajowego związku koszykówki. Formalnie powodem podziału był brak akceptacji przez FBU pewnych ograniczeń. W szczególności limit wynagrodzeń, który istnieje w Stanach Zjednoczonych i limit dla zagranicznych graczy. Niektóre kluby, które nie zrezygnowały z tego stanowiska, zjednoczyły się w nowej lidze – Ukraińskiej Lidze Koszykówki (UBL), reszta pozostała w Superlidze. Lwowski klub startował w UBL, zdobywając brązowe medale. W 2009 po połączeniu dwóch lig – UBL i Superligi – klub startował w Superlidze, kończąc sezon 2009/10 na 11. pozycji. W 2011 powtórzył ten wynik. W sezonie 2011/12 zajął 14. miejsce, a w sezonie 2012/13 osiągnął 4. miejsce. W 2014 był dziewiątym, a w 2015 jedenastym klubem w lidze. W sezonie 2015/16 ponownie mistrzostwa Ukrainy rozgrywane były w dwóch osobnych ligach: podporządkowanej FBU SL Favorit Sport oraz w UBL. Klub został zaproszony do UBL, ponownie zdobywając brązowe medale mistrzostw. Latem 2016 sponsor zrezygnował z finansowania i klub wrócił do nazwy Lwiwska Politechnika Lwów. W sezonie 2016/17 startował w Wyższej lidze, zajmując trzecią lokatę ligową. Po zakończeniu sezonu 2017/18 uplasował się na przedostatniej 6. pozycji w 2 grupie. W następnym sezonie 2018/19 został sklasyfikowany na 16. miejscu tabeli ligowej.

## Sukcesy
- 4. miejsce mistrzostw Ukrainy: 2007/08, 2012/13
- brązowy medalista UBL: 2008/09, 2015/16
- półfinalista Pucharu Ukrainy: 2007/08

## Struktura klubu

### Hala
Klub koszykarski rozgrywał swoje mecze domowe w hali Kompleksu Sportowego Lwiwska Politechnika we Lwowie, który może pomieścić 1000 widzów. Grał również w hali Pałacu Sportu Hałyczyna (wcześniej nazywał się Budiwelnyk) o pojemności 1600 widzów.